# Ієн Райт (веслувальник)
Ієн Райт (англ. Ian Wright, 9 грудня 1961) — новозеландський академічний веслувальник.
Бронзовий призер Олімпійських Ігор 1988 року в складі розпашної четвірки зі стерновим, учасник 1992, 1996 років.
Срібний призер Ігор Співдружності 1986 року в складі розпашної двійки без стернового, бронзовий призер 1986 року в складі вісімки.
Бронзовий призер Чемпіонату світу 1989 року в складі розпашної четвірки без стернового.